# 二色波罗蜜
二色波罗蜜（学名：Artocarpus styracifolius）为桑科波罗蜜属下的一个种。

## 扩展阅读
- 維基物種上的相關：二色波罗蜜